# Movistar eSports
Movistar eSports es una marca comercial propiedad de Telefónica dedicada a los deportes electrónicos. Nació inicialmente como un canal de televisión por suscripción exclusivo de la plataforma española Movistar+, inaugurando sus emisiones el 20 de febrero de 2017, y el 15 de junio de 2017 lanzó el portal web movistaresports.com. El canal cesó sus emisiones el 16 de diciembre de 2018, traspasando sus contenidos a los canales dedicados a los deportes y vídeo bajo demanda de Movistar+ y manteniendo su actividad en la web.

## Historia

### Cronología
- El 10 de enero de 2017, Telefónica informó de la incorporación de los esports a su ecosistema de contenidos deportivos,[4] presentó un acuerdo estratégico con la ESL que le permitiría estar presente en las competiciones amateur y profesionales más destacadas de España,[5] anunció la creación de Movistar Riders (un club profesional de deportes electrónicos), y adelantó que el proyecto contaría con una plataforma propia de creación de contenidos sobre esports para difundirlos en canales digitales, redes sociales y en Movistar+.
- El 20 de febrero de 2017, el canal Movistar eSports inicia sus emisiones a través del dial 29 de la plataforma Movistar+.[6]
- El 24 de abril de 2017, el canal de televisión pasa a emitir contenidos 24 horas al día los 7 días de la semana.[7]
- El 15 de junio de 2017 se lanza la web movistaresports.com, un nuevo portal digital de contenidos de esports.[2]
- En febrero de 2018, Telefónica llegó a un acuerdo con el Grupo Prisa para que la web de Movistar eSports se integrara dentro de la web del Diario AS y se encargara en exclusiva de la elaboración de contenidos de esports para dicho medio.[8]
- Tras casi dos años, el canal de televisión finalizó sus emisiones el 16 de diciembre de 2018.[9]

## Contenido
Como canal de televisión, Movistar eSports fue el primer canal dedicado a los deportes electrónicos en España, retransmitió las 24 horas las mejores competiciones nacionales e internacionales de la ESL y otros eventos de esports, programas de producción propia como The Gaming House, partidas históricas, contenidos relacionados con Movistar Riders, redifusiones de diferentes torneos y análisis de los eventos.
Su portal web ofrece contenidos relacionados con los esports y los videojuegos: noticias de actualidad, reportajes, entrevistas, análisis, opinión, tutoriales, vídeos y retransmisiones en línea de competiciones nacionales e internacionales.[cita requerida]